# Cirkus Olympia
Cirkus Olympia är en svensk cirkus som startades i Burseryd 1985 av Herbert Bengtsson (död 20 april 2014) och hans hustru Henryka. Cirkusen drivs genom företaget Bengtsson Entertainment AB och leds numer av Henryka Bengtsson.
Cirkusen genomför årliga turnéer i främst södra Sverige. Vinterkvarteret ligger i Drängsered i Halland.

## Priser och utmärkelser
- 1998: Årets Charlie[2]
- 2010: Årets Charlie[2]